# Yuto Horigome (skater)
Yuto Horigome (jap. 堀米雄斗; ur. 7 stycznia 1999 w Tokio) – japoński skater, mistrz olimpijski z Tokio 2021 i z Paryża 2024, mistrz świata.

## Udział w zawodach międzynarodowych
| Impreza              | Rok         | Miejsce        | Wyniki | Wyniki |
| Impreza              | Rok         | Miejsce        | park   | street |
| -------------------- | ----------- | -------------- | ------ | ------ |
| Igrzyska olimpijskie | 2021        | Tokio          | –      | złoto  |
| Igrzyska olimpijskie | 2024        | Paryż          | –      | złoto  |
| Mistrzostwa świata   | 2018        | Nankin         | 6      | –      |
| Mistrzostwa świata   | 2018 (2019) | Rio de Janeiro | –      | 8      |
| Mistrzostwa świata   | 2019        | São Paulo      | –      | srebro |
| Mistrzostwa świata   | 2021        | Rzym           | –      | złoto  |
| Mistrzostwa świata   | 2022 (2023) | Szardża        | –      | 36     |
| Mistrzostwa świata   | 2023        | Tokio          | –      | brąz   |

## Biografia
Urodził się w Tokio. Mieszka w Los Angeles, w Stanach Zjednoczonych, dokąd przeprowadził się w 2016, aby rozwijać się sportowo.